# Jaron Brown
Jaron Brown (* 8. Januar 1990 in Seattle, Washington) ist ein ehemaliger US-amerikanischer American-Football-Spieler auf der Position des Wide Receivers. Er spielte College Football für die Clemson University. Im Jahr 2013 wurde er von den Arizona Cardinals als Free Agent unter Vertrag genommen und spielte dort bis 2017. Von 2018 bis 2019 spielte Brown für die Seattle Seahawks.

## High School
Brown besuchte die Cheraw High School in Cheraw, South Carolina. Er half dabei, die Cheraw Braves als Junior und Senior zu Staatstiteln zu führen. Als Senior erzielte er 31 Passfänge für 516 Yards und 16 Touchdowns und wurde als All-State, All-Area und All-Region Spieler ausgezeichnet. Brown spielte ebenfalls als Defensive Back und hatte in seinem letzten Jahr 100 Tackles und vier Interceptions.

## College
Während seiner Collegezeit spielte er für die Clemson Tigers. Als Co-Kapitän in seinem letzten Jahr (2012) fing Brown 21 Pässe für 345 Yards bei 10 Starts. Brown war 2012 Teil einer talentierten Gruppe von Wide Receivern mit DeAndre Hopkins, Sammy Watkins, Martavis Bryant, Adam Humphries und Charone Peake.

## NFL

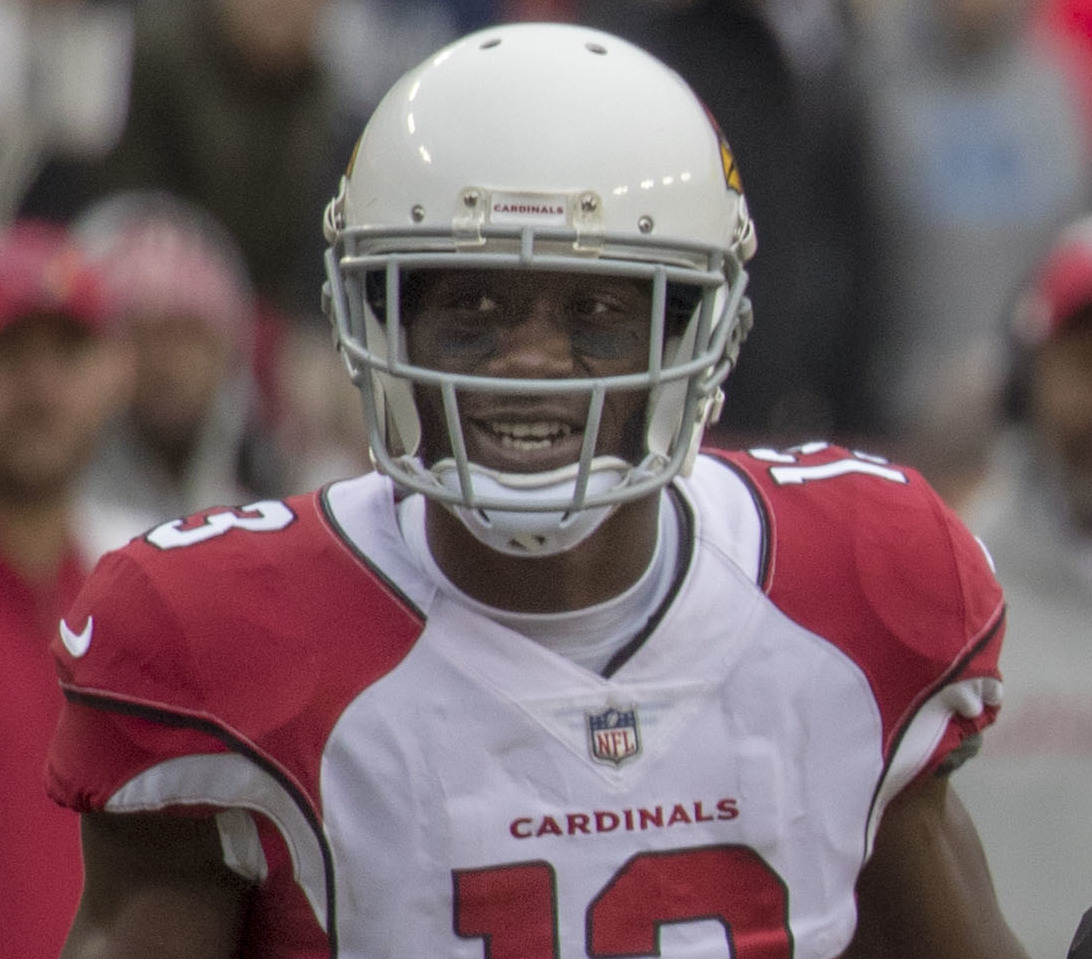
Jaron Brown bei den Arizona Cardinals (2017)

Brown wurde im NFL Draft 2013 nicht ausgewählt. Am 29. April 2013 gaben die Arizona Cardinals Brown einen Dreijahresvertrag über 1,49 Millionen US-Dollar, in dem ein Bonus von 10.000 US-Dollar enthalten war.
Während des Trainingscamps kämpfte Brown um einen Kaderplatz. Nachdem er sich gegen die Veteranen Kerry Taylor, Mike Thomas, Dan Buckner und Charles Hawkins durchgesetzt hatte, konnte er die Regular Season hinter Larry Fitzgerald, Michael Floyd und Andre Roberts beginnen. Er spielte bis zur Saison 2017 für die Arizona Cardinals.
Am 17. März 2018 wechselte er zu den Seattle Seahawks mit einem Zweijahresvertrag über 5,50 Millionen US-Dollar, der 2,75 Millionen US-Dollar an Garantien und einen Unterzeichnungsbonus von 1,95 Millionen US-Dollar umfasste. Am 31. August 2019 wurde Brown aufgrund des kürzlich verpflichteten Jadeveon Clowney von den Seattle Seahawks entlassen, um Cap Space zu schaffen. Am 2. September, zwei Tage nach seiner Entlassung, wurde er erneut unter Vertrag genommen, da sich Ed Dickson verletzt hatte. In der 6. Woche gegen die Cleveland Browns fing Brown beim 32:28-Sieg drei Pässe für 29 Yards und 2 Touchdowns.
Am 20. August 2020 verpflichteten die 49ers Brown, entließen ihn jedoch eine Woche darauf wieder.